# Гауденций из Новары
Гауденций (327, Ивреа — 22 января 418 года, Новара) — святой епископ Новары, считается первым епископом в епархии. День памяти — 22 января.
Считается, что святой Гауденций родился в языческой семье в Иврее, и был обращён в христианство святым Евсевием из Верчелли. Согласно некоторым источникам, Гауденций был рукоположён Евсевием в священнический сан и послан в Новару на помощь священнику по имени Лаврентий.
Святой Симплициан Медиоланский, преемник святого Амвросия, в 398 году поставил Гауденция епископом Новарским.